# Grândola e Santa Margarida da Serra
Grândola e Santa Margarida da Serra (oficialmente: União das Freguesias de Grândola e Santa Margarida da Serra) é uma freguesia portuguesa do município de Grândola, com 416,25 km² de área e 10302 habitantes (censo de 2021). A sua densidade populacional é 24,7 hab./km².

## História
Foi constituída em 2013, no âmbito de uma reforma administrativa nacional, pela agregação das antigas freguesias de Grândola e Santa Margarida da Serra e tem a sede em Grândola.

## Demografia
A população registada nos censos foi:
| Distribuição da População por Grupos Etários | Distribuição da População por Grupos Etários | Distribuição da População por Grupos Etários | Distribuição da População por Grupos Etários | Distribuição da População por Grupos Etários | Distribuição da População por Grupos Etários |
| -------------------------------------------- | -------------------------------------------- | -------------------------------------------- | -------------------------------------------- | -------------------------------------------- | -------------------------------------------- |
| Antes da agregação                           |                                              |                                              |                                              |                                              |                                              |
| Ano                                          | 0-14 anos                                    | 15-24 anos                                   | 25-64 anos                                   | >= 65 anos                                   | Total                                        |
| 2001                                         | 1347                                         | 1286                                         | 5296                                         | 2675                                         | 10604                                        |
| 2011                                         | 1455                                         | 991                                          | 5585                                         | 2803                                         | 10834                                        |
| Após a agregação                             |                                              |                                              |                                              |                                              |                                              |
| Ano                                          | 0-14 anos                                    | 15-24 anos                                   | 25-64 anos                                   | >= 65 anos                                   | Total                                        |
| 2021                                         | 1377                                         | 1013                                         | 5070                                         | 2842                                         | 10302                                        |